# New Hampshire Mountain Kings
New Hampshire Mountain Kings är ett amerikanskt juniorishockeylag som spelar i North American Hockey League (NAHL) sedan 2023. De spelar sina hemmamatcher i inomhusarenan Tri Town Ice Arena, som har en publikkapacitet på 1 500 åskådare vid ishockeyarrangemang, i Hooksett i New Hampshire. Mountain Kings har fortfarande inte vunnit någon Robertson Cup, som delas ut till det lag som vinner NAHL:s slutspel.
De har ännu inte fostrat någon nämnvärd spelare.